# 桑泰里·基韦里
桑泰里·基韦里（芬蘭語：Santeri Kiiveri，2000年3月18日—），芬兰男子高山滑雪运动员。他曾代表芬兰参加2018年和2022年冬季残疾人奥林匹克运动会高山滑雪比赛，获得一枚金牌和一枚银牌。